# リサール記念日爆破事件
リサール記念日爆破事件（12月30日爆破事件）は、2000年12月30日にフィリピンのマニラ首都圏周辺で発生した連続爆破事件。爆発は数時間のうちに連続して発生した。22人の死者が報告され、さらに約100人以上が負傷した。
爆発が起きた12月30日は、フィリピンの国民的英雄ホセ・リサールの殉教を記念するフィリピンの国民の祝日「リサール記念日」である。

## 爆発地点
1時間以内に5つの場所がほぼ同時に爆破された。すべての場所はルソン島のマニラ首都圏内に位置していた。
- マニラのマラテにあるプラザ・ファーガソンで爆弾が爆発した。爆発が起きた場所は米国大使館から100メートル以内に位置していた[2]。
- マカティの中央ビジネス地区のガソリンスタンドで別の爆弾が爆発した。ターゲットは、マカティのデュシットホテルの向かいにあるエドゥサ通り沿いのガソリンスタンドだった。この爆発により地元の爆弾処理班のメンバーである2人の警官が死亡した[5]。
- ニノイ・アキノ国際空港（NAIA）の荷役エリアも少なくとも1つの爆発装置の標的にされた。
- 別の爆発装置が、エドゥサ通り（EDSA）に沿って移動するバスの車内で爆発した。ケソン市のキューバオエリア内をバスが運行中に爆弾が爆発した。1人の乗客が死亡し、他の数人が負傷した。
- 最も多くの死傷者を出した爆発はマニラ首都圏のブルーメントリット駅のLRT-1線の列車の運転台で発生した。

## 使用された爆発物の種類
フィリピン国家警察（PNP）は、爆弾を1キログラムの黒色火薬爆弾と特定し、時限装置を使用して爆発するように設定されていた。
さらに、有罪判決を受けた犯人による自白で爆弾は硝酸アンモニウムベースの爆発物と説明された。雷管や導爆線などの爆弾の構成要素のほとんどはセブ州南部のタリサイ市由来のものであると判明した。町自体は、違法漁業で使用される雷管の製造で知られている。

## 犯人
当初、ジェマ・イスラミア、モロ・イスラム解放戦線、モロ民族解放戦線を含むさまざまなイスラム教グループが爆破事件に関係しているとされた。
事件からほぼ3年後の2003年9月、事件は未解決のままであり、当時の元老院（上院）議長フランクリン・ドリロンは責任当局を激しく非難した。
2003年5月、爆破事件の容疑者Saifullah Yunos（別名ムクリス・ユノス）は、カガヤン・デ・オロの南部都市でマニラ行きの飛行機に乗り込もうとしていた際に逮捕された。容疑者が自身の顔と腕の多数の包帯の説明を怠ったことで警察が容疑者を警戒した。1か月後、彼は爆破事件にどの程度関与したかを自白した。モロ・イスラム解放戦線の特別作戦グループのメンバーである彼は、爆破事件での彼の役割における複数の殺人と複数の殺人未遂で起訴された。
翌年、ジェマ・イスラミヤの数人のメンバーが爆破事件への関与の疑いで逮捕された。2004年に、2人のイスラム教徒の男、ママサオ・ナガ（別名 Zainal Paks）とAbdul Pata（別名 モハマド・アミール）はマラウイ市でフィリピン軍に逮捕された。彼らは、ジェマ・イスラミアの有名メンバーであるFathur Rahman Al-Ghoziによって、LRT-1の列車運転手台爆破事件の実行犯として特定されたと思われる。
MILFとMNLFは、その後、フィリピン国家警察によって攻撃への関与についての疑いが晴らされた。
インドネシア国民であり、既知のテロリストグループジェマ・イスラミアのメンバー、Fathur Rahman Al-Ghoziは、リサール記念日爆破事件に関する爆発物の違法所持で有罪判決を受け、17年の刑を宣告された。2003年7月、Al-Ghoziは他の数人の共犯者とともにキャンプ・クレームの収容室から脱出した。Al-Ghoziは、2003年10月13日にフィリピン当局との銃撃戦で殺害された。
2009年1月23日、リサール記念日爆破事件の3人の犯人、Mukhlis Hadji Yunos、Abdul Fatak Pauteおよびママサオ・ナガが、マニラ地域裁判所第29支部でCielito Mendaro-Grulla裁判官の下、複数の殺人及び複数の殺人未遂で20年以下の懲役を言い渡された。

## 余波
爆破事件からほぼ6年後の2006年12月、マニラ首都圏の警察は爆破事件の記念日の爆破テロの恐れとそれに続いて起こる攻撃の可能性から警戒を強めた。数日後、フィリピン軍はボニファシオ砦とルネタの両方に多数の爆弾処理班と医療チームを配備して対応した。さらに、PNPの爆発・兵器部門とSWATは、元の爆破地点の1つに近いタフトアベニュー沿いのLRT-1ステーションに部隊を配備した。

## 参考資料
- “Terrorism and Counter-Terrorism in Asia: The Philippine Perspective”. 2005年9月14日時点のオリジナルよりアーカイブ。2006年12月30日閲覧。
- “News Summaries on Selected Topics, Mindanao Conflict, January - March 2001”. 2006年12月10日時点のオリジナルよりアーカイブ。2006年12月30日閲覧。